# 389

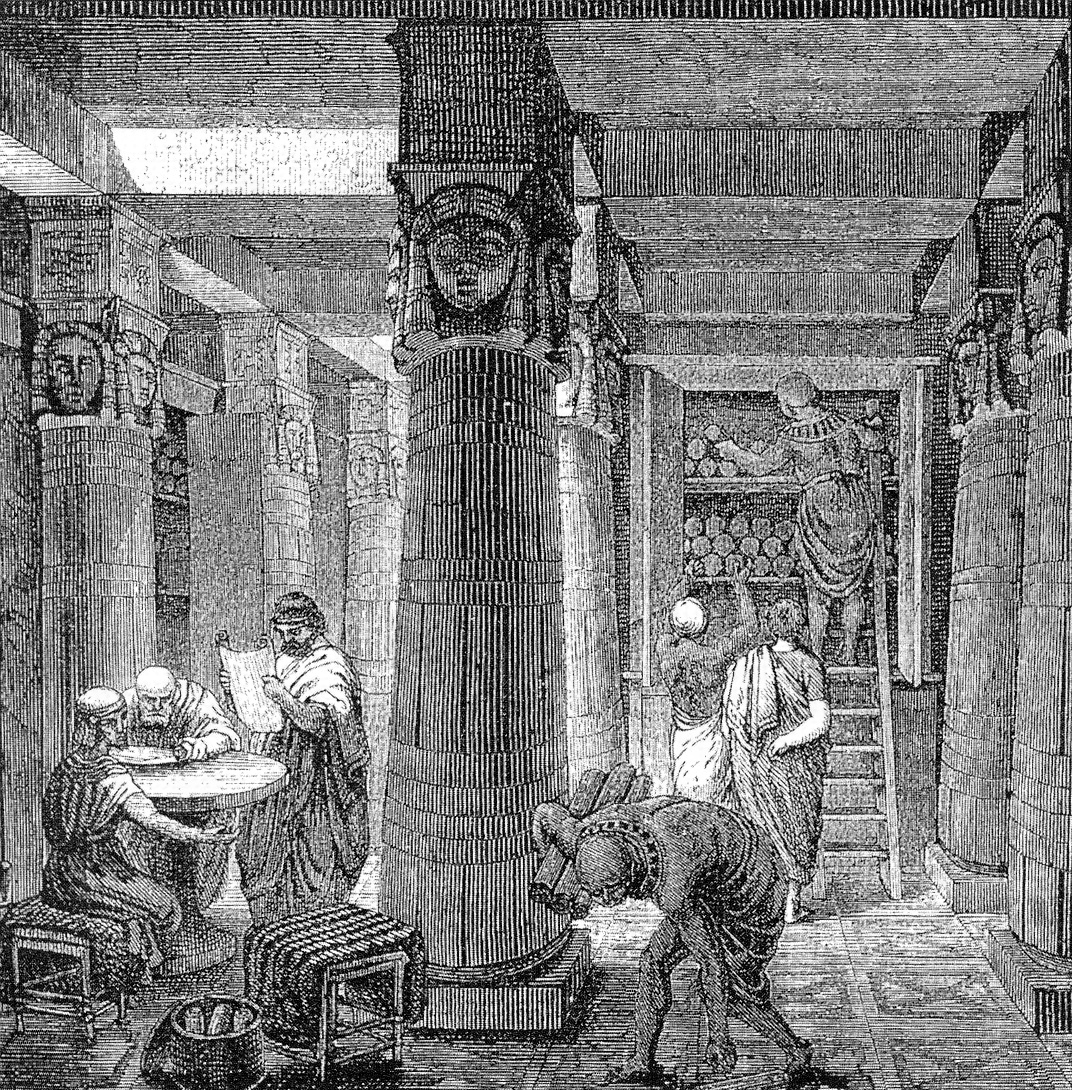
Bibliotheek van Alexandrië

Het jaar 389 is het 89e jaar in de 4e eeuw volgens de christelijke jaartelling.

## Gebeurtenissen

### Europa
- Arbogast steekt met een strafexpeditie de Rijngrens over en verslaat de Franken. Hij verwoest het gebied (Nedersaksen) van de Bructeren en de Chamaven in Germanië.

### Egypte
- Bij een grote brand in Alexandrië worden alle heidense gebouwen en de bibliotheek volledig vernield.

### Midden-Amerika
- Volgens de Lange telling wordt Yax Gewei Schedel de vierde heerser van de stadstaat Yaxchilán.[1]

## Geboren
- Galla Placidia, keizerin en dochter van Theodosius I (waarschijnlijke datum)
- Geiserik, koning van de Vandalen en Alanen (waarschijnlijke datum)
- Simeon de Styliet, Syrisch pilaarheilige (waarschijnlijke datum)

## Overleden
- 25 januari - Gregorius van Nazianze (59), theoloog en bisschop van Constantinopel

## Verwijzingen
1. ↑  The ancient Maya, Robert Sharer Stanford University Press 1994 ISBN 0-8047-2130-0